# Schienenzeppelin
Schienenzeppelin (з нім. — «рейковий Цеппелін, залізничний дирижабль») — експериментальний вагон-автомотриса з приводом від повітряного гвинта (аеровагон), загальні зовнішні риси якого схожі до однойменного типу дирижаблів.

## Історія
«Рейковий дирижабль» розроблений 1929 року та виготовлений у єдиному екземплярі німецьким авіаційним інженером Францом Крукенбергом у 1930 році. Побудований на виробничих потужностях заводу «Hannover-Leinhausen». Експлуатувався залізничною мережею «Deutsche Reichsbahn» для проведення швидкісних експериментів та досліджень залізничного полотна. У 1939 році виведений з експлуатації та списаний на алюмінієвий брухт для військових потреб.

## Характеристика
«Schienenzeppelin» мав алюмінієвий дирижаблеподібний корпус довжиною 25,85 м та висотою 2,8 м. Ширина колії — 1 435 мм. Осьова формула — 1 + 1a, повна колісна база — 19 600 мм, діаметр коліс — 1 000 мм. Вагон мав вагу 20,3 т.
Силова установка вагона представлена бензиновим 12-циліндровим V-подібним авіаційним двигуном з рідинним охолодженням «BMW VI» зразка 1920-х років. Робоча потужність, яку видавав повітряний гвинт, становила 450 кВт. Максимально досягнута швидкість склала 230,2 км/год.
Екіпаж вагона складався із 40 осіб.

## Критика
Невдача «рейкового дирижабля» була викликана багатьма факторами: від небезпеки використання відкритого гвинта на переповнених залізничних станціях до жорсткої конкуренції між компанією Крукенберга та «Рейхсбаном», який також намагався будувати високошвидкісні дрезини. Недоліками «Цепеліна» були також труднощі приєднання інших вагонів та відсутність заднього ходу. Крім того, тяги гвинта було недостатньо для підйому на круті схили.